# Fiat G.12
Pour les articles homonymes, voir G12.
L'avion Fiat G.12 est un avion de transport trimoteur à aile basse produit par le constructeur aéronautique italien Fiat Aviazione au début des années 1940.
Conçu à l'origine comme un avion civil, avec le déclenchement de la Seconde Guerre mondiale, l'armée du Roi d'Italie commanda une version adaptée au transport tactique militaire destinée à la Regia Aeronautica. À la fin du conflit, son utilisation a repris dans le transport civil par la nouvelle compagnie nationale Alitalia.

## Conception

### Le contexte
Durant l'entre-deux-guerres, les liaisons aériennes connaissent un très fort développement. Les nombreuses compagnies italiennes privées, dont la filiale du groupe Fiat, Avio Linee Italiane (ALI) avaient besoin d'avions de ligne capables de franchir les Alpes en toute sécurité. Les trimoteurs Savoia-Marchetti SM.73 n'ayant pas le plafond suffisant, elles devaient se rabattre sur le Junkers Ju 52 allemand propulsé par des moteurs Piaggio P.XR ou Alfa 126. Pour s'opposer à ce concurrent, la direction de Fiat confia à son ingénieur spécialiste en aviation Giuseppe Gabrielli le développement d'un nouvel avion, le Fiat G.12.

### Le concept
Alors que les avions bimoteurs avaient le vent en poupe au milieu des années 1930, les compagnies italiennes préféraient les trimoteurs, en raison avant tout de la faible puissance unitaire des moteurs disponibles dans la péninsule. Bien que l'ingénieur Gabrielli ait déjà à son actif le bimoteur Fiat G.18, la compagnie nationale de l'époque, Ala Littoria, demanda expressément un trimoteur. Ainsi, l'ingénieur se plia à cette exigence et lance l'étude du Fiat G.12 en 1938, en tenant compte de l'expérience acquise avec le G.18. Ala Littoria commanda aussitôt 6 exemplaires du trimoteur, suivie par la compagnie ALI avec 8 exemplaires, commande qui sera portée à 15 appareils.
Le premier prototype du Fiat G.12C fut mis en chantier en 1939. Immatriculé MM.60649, il effectua son vol inaugural le 15 octobre 1940 aux mains d'Enrico Rollandi. Plusieurs petits défauts furent constatés lors des premiers essais : la dérive était dure et pas assez efficace, causant des embardées au décollage, et le centrage n'était pas correct, ce qui donnait à l'appareil une tendance naturelle à cabrer. Malgré ces petits défauts de jeunesse, la Regia Aeronautica se montre intéressée et commande 21 exemplaires avec des caractéristiques militaires, prototype compris. La capacité du Fiat G.12 à opérer à partir de pistes courtes et sommairement aménagées était fort appréciée. Avec l'entrée en guerre de l'Italie, les compagnies aériennes passèrent sous contrôle militaire et furent constituées en Nuclei Comunicazioni (groupes de liaison). Le Nucleo Comunicazioni ALI ne reçut ses premiers G.12 qu'en novembre 1941 et mars 1942.
Au printemps 1941, la Regia Aeronautica passe une nouvelle commande de 50 exemplaires du G.12 et du G.12T. Cette version, destinée à l'armée, n'avait pas subi de modifications externes mais avait reçu des banquettes longitudinales pouvant accueillir 24 hommes en cabine. Le Fiat G.12T vola pour la première fois le 15 mai 1941.

## Le Fiat G.12 à l'étranger
Mi-avril 1942, une mission militaire hongroise se rend en Italie pour analyser un Fiat G.12 à l’usine Fiat. Le 18 juillet, un exemplaire civil atterrit à Budaörs pour être présenté officiellement aux autorités hongroises. Le 17 août, la Hongrie demande l’autorisation d’acquérir un G.12T et deux G.12C, demande qui sera acceptée par le Comando Supremo italien le 12 septembre 1942. Le premier exemplaire commandé, MM.60682, fut testé en vol le 15 septembre. Un équipage hongrois arriva à Turin en octobre pour s’entraîner sur le nouvel appareil qui sera transféré en Hongrie le 21 novembre avec des marquages italiens. Le 30 octobre et le 20 novembre, Fiat Aviazione adresse deux lettres au ministère de l’aviation pour demander l’autorisation d’exporter 11 appareils supplémentaires. Le 2 janvier 1943, le général Giuseppe Casero autorise l’exportation des 11 Fiat G.12 vers la Hongrie à condition que les livraisons n’interviennent pas avant le mois d’avril à un rythme de 1 à 2 avions par mois. Avant l’armistice, cinq autres appareils furent livrés à la Hongrie.

### Description technique
Le Fiat G.12 est, à l'origine, un avion de ligne trimoteur à structure métallique capable de voler à haute altitude. Il se distingue de la production étrangère par son fuselage fin et une aile de grande surface, lui assurant une grande stabilité. Le fuselage, de section rectangulaire et arrondie aux angles supérieurs, est construit par 40 couples en duralumin réunis par des lisses sur lesquelles le revêtement aussi en duralumin est fixé. La cabine de pilotage comprend deux sièges côte-à-côte pour les pilotes, avec double commande. La planche de bord recevait des instruments pour le vol sans visibilité, à savoir un goniomètre et un conservateur de cap. Le mécanicien et le radio sont placés derrière les pilotes. La porte d'accès au fuselage est de forme pentagonale. Les flancs du fuselage des G.12C et T comprennent 6 hublots rectangulaires et un hublot supplémentaire à gauche. Sur la version civile, la cabine passagers pouvait accueillir 14 personnes.
Le Fiat G.12C est équipé de trois moteurs Fiat A.74 RC.42 à 9 cylindres en étoile, développant 840 ch au sol à 2 400 tr/min. Le moteur entraîne une hélice Hamilton de 3,35 m de diamètre à régulateur de pas automatique, tournant à 1 740 tr/min grâce à un réducteur. Les révisions générales du moteur sont programmées toutes les 200 heures.

## Variantes

### Les longs courriers: G.12 GA, LGA et RT
L’aile du G.12 disposait, dès l’origine, d’un grand volume non utilisé. Il fut donc facile d’augmenter l’emport en carburant pour accroître l’autonomie de l’appareil en ajoutant quatre réservoirs supplémentaires dans les ailes et dix autres dans le fuselage, portant la capacité totale d’emport en carburant à 7 590 litres. Cela assurait à l’appareil une autonomie de 4 500 km. Désignée Fiat G.12 GA Gondar (pour Grande Autonomie), cette version ne connut qu'un seul et unique exemplaire, le MM.60656 (I-FUGI) qui vola pour la première fois le 30 septembre 1941, trop tard pour ravitailler l’ultime point de résistance italienne en Éthiopie.
À la suite de cette expérience, le commandement des SAS demanda la réalisation de trois appareils contenant 22 réservoirs chacun (12 dans les ailes et 10 dans le fuselage), totalisant 10 090 litres de carburant pour une autonomie de 6 000 km. Les trois avions ainsi équipés furent les MM.60663 I-ALII, MM.60667 I-ALIO et MM.60668 I-ALIP, désignés G.12 TR GA.
Pour ses liaisons sud-américaines, en attendant l’arrivée des Piaggio P.108 C, il fut demandé à Fiat Aviazione d’étudier une version du G.12 propulsée par des moteurs Alfa Romeo. Avec des Alfa Romeo 126 RC.34, l’appareil pourrait franchir les 3 060 km séparant l’île du Sel (Cap-Vert) de Récife (Brésil) avec une charge utile de 1 630 kg, ou bien les 3 960 km entre Villa Cisneros (Maroc) et Natal (Brésil) en limitant la charge à 500 kg. Cependant, la conférence de Rio en janvier 1942 mit fin aux liaisons aériennes avec le continent sud-américain. Le premier G.12 LGA réalisa son vol inaugural le 1er février 1942 et fut certifié le 16 avril. Propulsé par 3 Alfa 126 RC.34 actionnant des hélices SIAI-Hydrovaria S.53, il emportait 6 740 litres de carburant dans 15 réservoirs et transportait 9 passagers en plus des 4 hommes d’équipage. Deux autres Fiat G.12 LGA furent utilisés en juillet 1942 sur la ligne Rome-Séville-Lisbonne avant d'être versés à l'armée.

## Le Fiat G.12 après l’armistice
La Luftwaffe s'empara d'une vingtaine d'exemplaires au moment de l’armistice. Elle s’adjugea ensuite tous les avions Fiat G.12 sortant de l’usine Fiat Aviazione, soit 5 appareils en fin d’année 1943 et 8 autres en 1944. Le bombardement américain du 24 avril 1944 sur les usines Fiat détruisit 8 avions G.12. Le nombre d'avions Fiat G.12 en service dans la Luftwaffe passa de 15 en février 1944 à 18 en avril et 21 en juillet 1944. La Lufthansa récupéra quant à elle deux Fiat G.12 civils auxquels furent attribués les immatriculations D-ASVJ et D-ASVK.

## Le Fiat G.12 après-guerre
Au lendemain de la Seconde Guerre mondiale, cinq avions Fiat G.12 se trouvaient encore en cours de fabrication à l’usine Fiat. Le 11 juillet 1945, la commission de contrôle alliée se prononça pour l’achèvement de ces appareils d’ici septembre et la construction de sept nouveaux appareils Fiat G.12 d’ici février 1946. Le premier appareil rejoindra les rangs de la Regia Aeronautica à l’été 1945 et les 4 autres en novembre sur la base de Rome-Centocelle. Tous ces appareils étaient équipés de moteurs Fiat A.74.
L'appareil immatriculé MM.60895 équipé de trois moteurs Alfa Romeo 128 RC.18, servit de premier prototype à la version G.12 CA (Civile, moteurs Alfa), premier modèle civil italien d’après-guerre. Capable d’accueillir 18 passagers, il se distinguait par ses hublots circulaires et sa dérive reprise du G.12 RT. Sur l’exemplaire suivant construit en décembre 1945, le nombre de passagers fut porté à 20.
En 1946, 15 Fiat G.12 CA et TA (Transport, moteurs Alfa) sortirent des chaînes d’assemblage de Fiat Aviazione. Au printemps 1947, la compagnie ALI reprit ses liaisons Milan-Rome avec trois Fiat G.12, avant de les céder à l’Aeronautica Militare au printemps 1948 à la suite de la réception des Fiat G.212. En avril 1947, Alitalia reçut également quatre Fiat G.12 CA.
Au printemps 1947, la compagnie sarde Airone de Cagliari reçu trois exemplaires d’une version allongée, le Fiat G.12 L. Propulsés à l’origine par des Fiat A.74, ils furent remotorisés avec des Pratt & Whitney R-1830 développant 1 215 ch au décollage en 1948. Un quatrième exemplaire, construit avec les moteurs américains, fut désigné Fiat G.12 LP.
Le 3 janvier 1947, la compagnie nationale italienne Alitalia commanda cinq G.12 LB propulsés par des moteurs Bristol Pegasus 48, dont le premier effectua son vol inaugural le 30 août. En 1950, les cinq appareils furent cédés à l’Aeronautica Militare. Les 4 derniers Fiat G.12 produits entre juin 1948 et avril 1949 furent livrés à l’Aeronautica Militare. Il s’agissait de Fiat G.12 LA (Long Alfa), propulsés par des moteurs Alfa Romeo 128. Les quatre appareils furent affublés de croix de Malte en guise de marques de nationalité pour contourner l'article 52 du traité de paix, limitant à 150 le nombre d'avions de transport affectés à l'Aeronautica Militare, l'armée de l'air italienne après les sanctions de guerre.
Au total, entre 1940 et 1949, 104 avions Fiat G.12 ont été produits, toutes versions confondues.

## Variantes
G.12C
version civile (C pour Commerciale) transport de ligne 14 places, équipée avec 3 moteurs en étoile Fiat A.74 RC.42 de 800 ch (574 kW) chacun,
G.12 Gondar
version cargo long courrier,
G.12GA
version de ligne long courrier (GA pour Grande Autonomie), avec des réservoir de carburant complémentaires (3 exemplaires),
G.12RT
version spéciale long courrier pour la liaison sans escale Rome-Tokyo (1 exemplaire),
G.12RTbis
(1 exemplaire),
G.12T
version cargo et transport de troupes.
G.12CA
version civile de ligne 18 places, avec 3 moteurs en étoile Alfa Romeo 128 RC.18 de 860 ch (633 kW) chacun,
G.12L/LA
version civile de ligne 22 places, avec 3 moteurs en étoile Alfa Romeo 128 RC.18.
G.12LB
version civile de ligne 22 places, avec 3 moteurs en étoile Bristol Pegasus 48 de 810 ch (604 kW) chacun,
G.12LP
version civile de ligne 22 places, avec 3 moteurs en étoile Pratt & Whitney R-1830-S1C3-G Twin Wasp de 1 065 ch (793 kW) chacun.

## Utilisateurs

### Civils

#### Période 1939-1945
Royaume d'Italie
- Avio Linee Italiane (ALI) - Compagnie aérienne privée italienne d'avant guerre

#### Période après 1945
Italie
- Airone - Compagnie aérienne sarde - Cagliari[1]
- Alitalia - Compagnie aérienne nationale italienne

### Militaires

#### Pendant la Seconde Guerre mondiale
Allemagne Nazie
- Luftwaffe - Armée de l'air de l'Allemagne nazie.

20 exemplaires réquisitionnés après la signature de l'armistice de Cassibile.
 Royaume d'Italie
- Regia Aeronautica - Armée de l'air du Roi d'Italie.

 Hongrie
- Magyar Királyi Honvéd Légierő - Force aérienne du Royaume de Hongrie.

#### Période après 1945
Italie
- Aeronautica Militare - Armée de l'air de la République italienne.

### Développement lié
- Fiat G.212

### Aéronefs comparables
- Boeing 307
- Junkers Ju 52
- Savoia-Marchetti SM.81